# Okinotorishima
Okinotorishima (沖ノ鳥島?   , antiguamente Isla Parece Vela), es la isla más meridional de Japón, a 1740 km al sur de Tokio, a 534 km al sureste de Oki Daitō (la isla japonesa más cercana) y a 567 km de Minami Iōtō (la isla más cercana de las Islas Ogasawara, a las que pertenece administrativamente). El nombre japonés significa "isla remota de los pájaros", y es la segunda isla japonesa más lejana de la capital después de Minamitorishima.
Descubierta por Bernardo de la Torre, navegante español que zarpó de México en 1542 en la expedición de Ruy López de Villalobos que atravesó el Pacífico llegando a la isla de Mindanao, en la actual Filipinas. Villalobos, queriendo descubrir el tornaviaje a Nueva España, envió a Bernardo de la Torre de regreso al mando de la nave San Juan de Letrán.
En el curso de su viaje, de la Torre descubrió la actual isla de Okinotorishima, (a la que llamó Parece Vela), y posiblemente también la isla Marcus (actual Minamitorishima) y algunas de las islas Bonin (Ogasawara), a las que llamó islas del Arzobispo, las islas Vulcano, a las que llamó Los Volcanes, y la isla de Iwo Jima.

## Islotes
Consiste en tres islotes minúsculos:
- Higashikojima (東小島, "Islote Oriental", área 1,6 m² en marea alta)
- Kitakojima (北小島, "Islote Septentrional", situado más bien al oeste, área 6,4 m² en marea alta)
- Minamikojima (南小島, "Islote Meridional", un islote artificial)

Los islotes, que sobresalen 10 o 20 cm del mar en marea alta, se encuentran en la parte occidental de una laguna rodeada por un arrecife de coral sumergido parecido a un atolón, sobre el que rompen las olas, y que se extiende 4,6 km de este a oeste y 1,7 km de norte a sur con una superficie de unos 5 km². Una cuarta roca, aún más pequeña, se encuentra en la zona oriental de la laguna.
Su estatus como isla (en lugar de una roca inhabitable) bajo el Derecho internacional está disputado por China y otros países, ya que le proporcionaría a Japón una Zona Económica Exclusiva alrededor de las mismas de más de 430 000 km².
Con el fin de evitar la sumersión causada por la erosión se inició un proyecto de construcción de un terraplén en 1987 y Higashikojima y Kitakojima fueron rodeadas de hormigón. Actualmente Japón lleva a cabo proyectos de investigación y observación de la isla, así como tareas de mantenimiento.
Administrativamente, la isla es considerada parte de la subprefectura de Ogasawara (Tokio). En 1939, Japón inició la construcción de una base naval, pero la interrumpió en 1941 al comenzar las hostilidades en el Pacífico en la Segunda Guerra Mundial.
Es posible que fuera avistada por el navegante español Bernardo de la Torre en 1543; con certeza lo fue por Miguel López de Legazpi en 1565, quien la nombró Parece Vela.